# 오슈트라루카

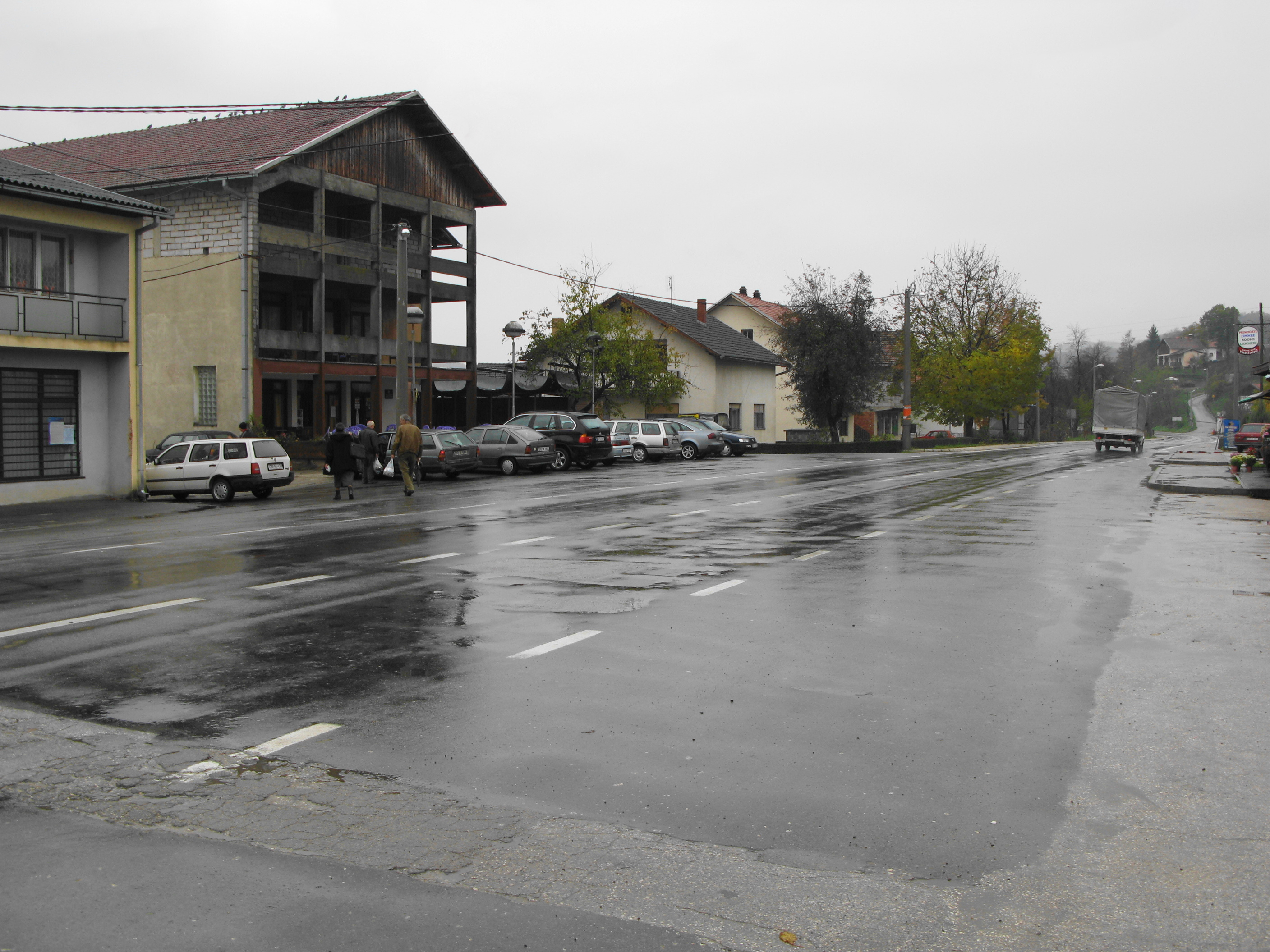
오슈트라루카

오슈트라루카의 위치

오슈트라루카(세르비아어: Оштра Лука, Oštra Luka, 보스니아어: Oštra Luka, 크로아티아어: Oštra Luka)는 보스니아 헤르체고비나 북서부에 위치한 도시로 면적은 204.91km2, 인구는 2,997명(2013년 기준), 인구 밀도는 14.6명/km2이다. 행정 구역상으로는 스릅스카 공화국에 속한다.